# Šahovsko izrazoslovje
Sledijo krajše obrazložitve šahovskih izrazov:

## A
- aštapada je staromoden indijski izraz za šahovsko desko

## B
- B je mednarodni znak v algebrskem zapisu, ki označuje lovca. Skrajšava prihaja iz angleške besede bishop. Slovenska inačica je znak L.
- blokada pomeni onemogočenje premikanja figur. Najpogosteje kmetov.

## C
- cajtnot (nemško Zeitnot) je slengovski izraz za časovno stisko. (Glej šahovska ura)
- cuger (tudi cug) je slengovski izraz za hitropotezni šah.

## Č
- čas je pri turnirskem šahu pomemben element. (Glej šahovska ura)

## D
- dama - kratica D - je najmočnejša šahovska figura (pogovorno tudi kraljica).  Sodi med težke figure.
- deblokada je nasprotje blokade. Pomeni osvoboditev polja po umiku figure z le-tega.
- demonstracijska šahovska tabla je povečana magnetna šahovnica s ploščatimi figurami, namenjena za prikazovanje trenutnih pozicij na šahovnicah igralcev.
- desperado je naziv za figuro, ki se žrtvuje večkrat, ker nasprotnik žrtve prvič ni sprejel.
- DGS je tričrkovni akronim za damin gambit sprejet
- DGZ je tričrkovni akronim za damin gambit zavrnjen
- dirigiranje je izraz za usmerjanje nasprotnikove figure ali figur na določeno polje ali polja.
- dvakratni napad pomeni napad na dve figuri z eno potezo.
- dvopoteznik je izraz, ki se uporablja pri problemskem šahu in pomeni šahovski problem, ki je rešljiv v dveh potezah.

## E
- En passant je francoski izraz, ki v prevodu pomeni jemanje mimogrede. V šahu pa je to izjemno pravilo, pri katerem sodelujejo kmetje.

## F
- fianketo je tujka, katere izraz pomeni krilni razvoj lovca.
- figura je del šahovskega pribora, ki je nujno potreben za šahovsko partijo.

## G
- gambit je izraz, ki se uporablja pri šahovskih otvoritvah, v katerih se žrtvuje figuro (najpogosteje kmeta) za dosego pobude (iniciative). Izraz izvira iz italijanske besede gamba. Gambit v prevodu pomeni spotik.
- geometrijski položaj je položaj, ki omogoča dvojni ali večkratni napad.

## H
- hitropotezni šah je izraz za časovno omejen način igranja šaha. Igralec ima za partijo na voljo največ 10 minut.

## I
- iniciativa je tujka, ki pomeni pobudo. (glej šahovska taktika)

## J
- J’Adoube je izraz, ki ga mora igralec izreči kadar želi popraviti postavitev figur na istih poljih, če tega ne izreče mora premakniti figuro katero se je dotaknil na drugo polje. J’Adoube v francoščini pomeni popravljam.

## K
- K je mednarodni znak v algebrskem zapisu, ki označuje kralja. Skrajšava prihaja iz angleške besede king. Slovenska inačica je prav tako znak K.
- KGS je tričrkovni akronim za kraljev gambit sprejet
- KGZ je tričrkovni akronim za kraljev gambit zavrnjen
- kmet je najšibkejša šahovska figura.
- končnica je izraz za zadnji del šahovske partije v kateri po navadi sodeluje samo še manjše število figur.
- konj je neuraden izraz za skakača.
- kralj je najpomembnejša šahovska figura.

## L
- L je slovenski znak v algebrskem zapisu, ki označuje lovca. Mednarodni znak je B (bishop).
- lahka figura je figura, ki je po moči šibkejša od težke. Mednje sodita lovec in skakač.
- laufer je slengovski izraz za lovca.
- lovec je ena od figur v šahovskem naboru in sodi med lahke figure.

## M
- medpoteza je poteza, ki se vrine v neko pričakovano zaporedje potez in s tem preseneti nasprotnika.
- moč figure oz. potenca figure, šahovske figure se med seboj razlikujejo tudi po moči (glej šahovska pravila)
- mrtva pozicija (dead position) je položaj, ko nobeden od nasprotnikov ne more zmagati (s katerimkoli pravilnim zaporedjem potez).

## N
- N je mednarodni znak v algebrskem zapisu, ki označuje skakača (ali: konja). Skrajšava prihaja iz angleške besede knight (=vitez; izgovori se "'najt"). Uporablja pa se tudi za označitev novosti pri določeni šahovski otvoritvi. Slovenska inačica je znak S.
- napad pomeni ogrožanje nasprotnikove figure.
- nujnica (nemško zugzwang)  pomeni izsiljeno potezo, ki je nujna, vendar je izid po njej slabši, kot če bi jo preskočili.

## O
- odklon pomeni prenehanje delovanja nasprotnikove figure na določeno polje, ker jo le-ta mora premakniti.
- odpiranje linij (vrst, diagonal) omogoča delovanje figure ali figur na druga polja.
- otvoritev velja za uvodni del šahovske igre.

## P
- partija je izraz za igro. (Glej primer šahovske partije)
- pat je določena postavitev v kateri ni mogoč legalen premik katerekoli figure in kralj ni napaden (v šahu). Partija se nemudoma konča z neodločenim rezultatom.
- pešak je slengovski izraz za kmeta.
- pijon je slengovski izraz za kmeta.
- poanta kombinacije je izraz za nepričakovano potezo v določeni kombinaciji. Poanto lahko razumemo tudi kot konstruktivno medpotezo.
- podpromocija je izjemno pravilo kmeta pri katerem se figuro kmeta ne spremeni (promovira) v damo, ko le-ta pride do roba šahovnice, pač pa v trdnjavo, lovca ali skakača.
- pospešeni šah je izraz za časovno omejen način igranja šaha. Običajno je to od 15 - 60 minut.
- potenca figure na danem polju je število tistih sosednjih polj, ki jih lahko ta figura napade. Vsote potenc figur so K - 8400, D - 1456, T - 896, L - 560, S - 336, P - 42. (glej šahovska pravila)
- pozicija razporeditev in medsebojni odnos šahovskih figur v določenem trenutku igre (po SSKJ)
- profilaktična poteza ni nujno namenjena izboljšanju lastnega položaja, temveč predvsem preprečevanju nasprotniku, da bi izboljšal svoj položaj. Ime izhaja iz grške besede prophylaktikos, ki pomeni »vnaprejšnja zaščita«.
- promocija je izjemno pravilo kmeta pri katerem se figuro kmeta spremeni (promovira) v močnejšo figuro, ko le-ta pride do roba šahovnice.

## R
- R je mednarodni znak v algebrskem zapisu, ki označuje trdnjavo (tudi: top). Skrajšava prihaja iz angleške besede rook. Slovenska inačica je znak T.
- razvoj je cilj šahovske otvoritve, katere namen je razviti čim več figur in si s tem pridobiti več možnosti za taktične priložnosti.
- remi je izraz za neodločen izid šahovske partije.
- rokada (tudi: rošada) je izraz za izjemno pravilo pri katerem sodelujeta kralj in trdnjava

## S
- S je slovenski znak v algebrskem zapisu, ki označuje skakača (tudi: konja). Skrajšava prihaja iz slovenske besede skakač. Mednarodna inačica slovenskega znaka S je N (knight).
- skakač (tudi: konj) je ena od figur v šahovskem naboru in sodi med lahke figure.

## Š
- šah je izraz, (ki ga ni potrebno izreči) kadar je nasprotnikov kralj napaden in nasprotnik to lahko prepreči v naslednji potezi, če tega ne more to pomeni šah-mat. Šah je tudi sama igra na deski za dva igralca.
- šah-mat je položaj v katerem je kralj napaden, nima možnosti za premik in tega ne more preprečiti.
- šeh je pogovorni izraz pri napadu na nasprotnikovo damo, ki ga uradna šahovska pravila ne poznajo.
- šuh je pogovorni izraz pri napadu na nasprotnikovo trdnjavo, ki ga uradna šahovska pravila ne poznajo.

šuštermat - je pogovorni izraz za mat v štirih potezah, ki je možen le z napačnim odpiranjem igralca
poteze:(1. e4 e5 2. Lc4 Sc6 3. Dh5 Sf6 4. Df7 mat.)

## T
- T je slovenski znak v algebrskem zapisu, ki označuje trdnjavo (tudi: top). Skrajšava prihaja iz slovenske besede trdnjava. Mednarodni znak je R (rook).
- tempo se pri šahu meri v potezah oz. polpotezah. Dvakratno igranje z isto figuro na začetku lahko pomeni izgubo tempa.
- težka figura je figura, ki je po moči močnejša od lahke. Mednje sodita dama in trdnjava.
- trdnjava (pogovorno tudi top) je ena od figur v šahovskem naboru in sodi med težke figure

## U
- umik pomeni umik kakorkoli ogrožene figure.
- ura se pri šahu uporablja za merjenje (in omejevanja) časa razmišljanja posameznega igralca. (Glej šahovska ura).

## V
- večkratni napad je napad z eno potezo na več figur hkrati.
- večni šah Pri postavitvi, ki omogoča ponavljanje šaha v nedogled lahko zahtevamo remi.
- vezava figure je način onemogočanja premika nasprotnikove figure. (Glej šahovska taktika).

## Z
- zastavica je del analogne  šahovske ure, katere padec pomeni konec igre.
- zaviranje pomeni zaviranje napredovanja nasprotnikovih kmetov s kmeti.
- zugzwang (glej nujnica)

## Ž
- žrtev figure je pogost način za pridobitev določene prednosti. (Glej šahovska taktika)